# Бабабе
Бабабе (фр. Bababé) — город в южной части Мавритании, в области Бракна.

## Географическое положение
Расположен на границе с Сенегалом, в 55 км к северо-западу от города Каэди, на высоте 15 м над уровнем моря.

## Население
Население города по данным на 2013 год составляет 14 840 человек.
Динамика численности населения по годам:
| 1997  | 1998  | 2013   |
| ----- | ----- | ------ |
| 8 202 | 8 589 | 14 840 |